# Muranów (obszar MSI)

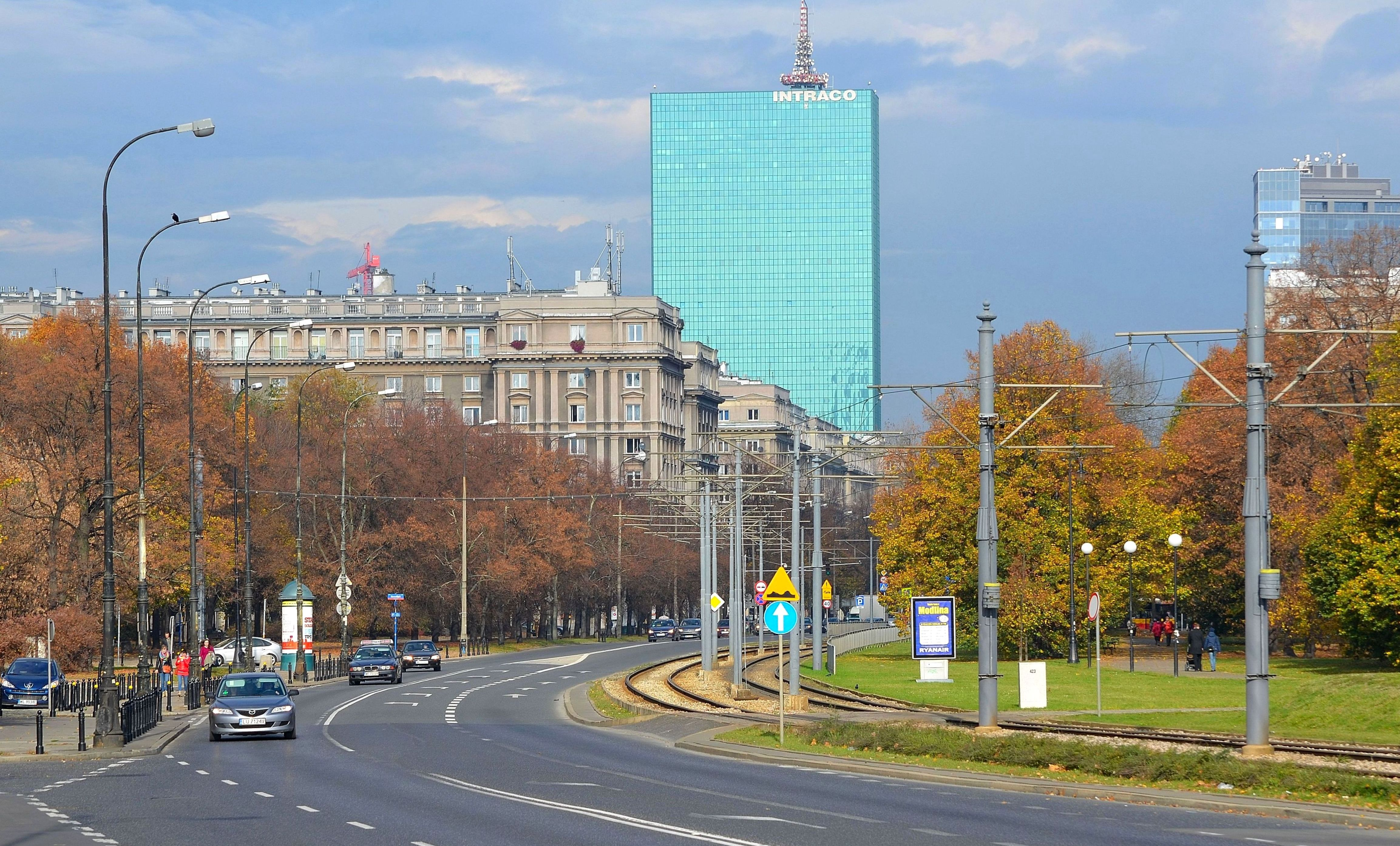
Ulica gen. Władysława Andersa

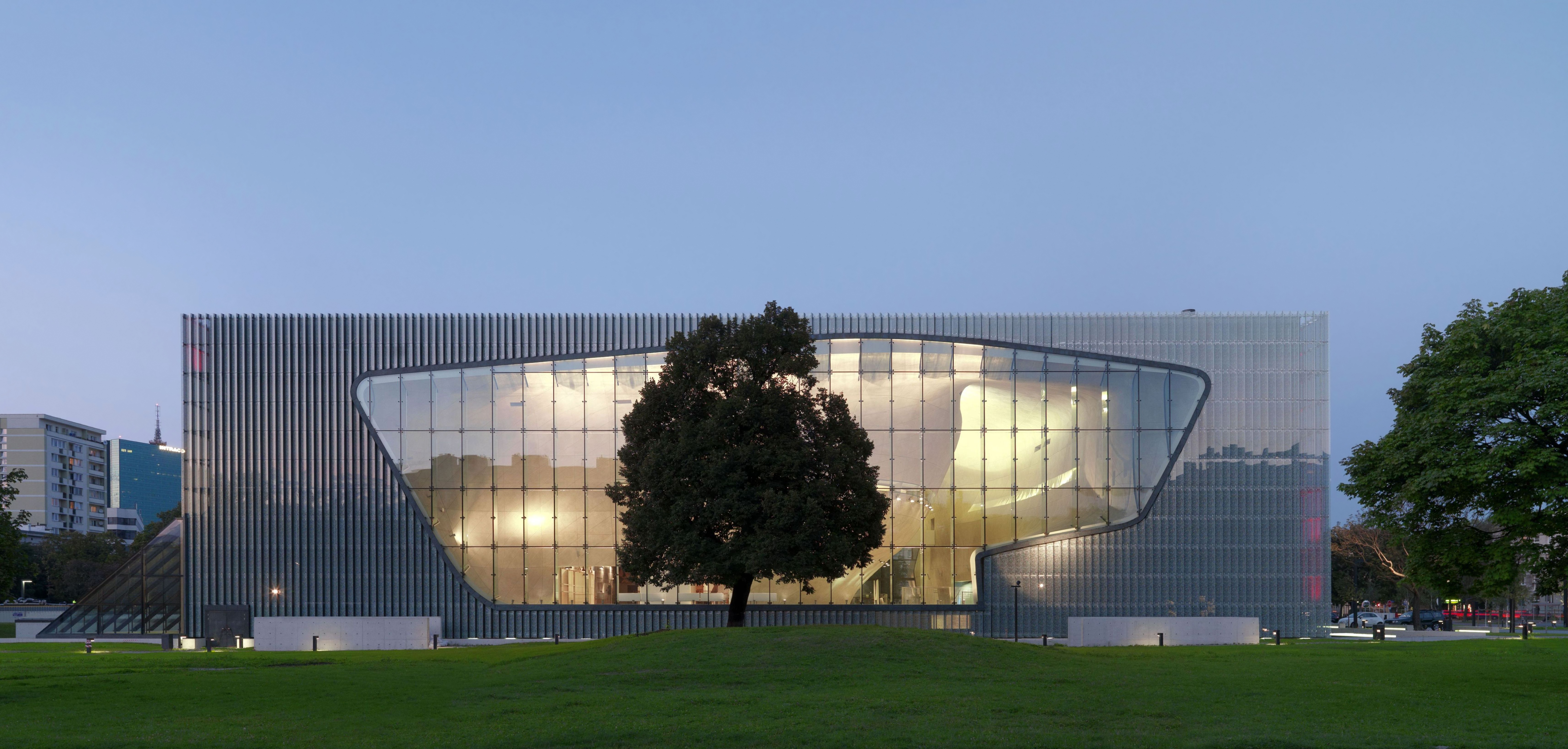
Muzeum Historii Żydów Polskich Polin

Muranów – obszar MSI w dzielnicy Śródmieście w Warszawie.

## Położenie
Obszar Muranów znajduje się w centralnej części Warszawy, a jego granice wyznaczają Aleja „Solidarności” od południa, Aleja Jana Pawła II od zachodu, tory kolejowe od północy, oraz ulice Bonifraterska i Miodowa od wschodu.
Historyczny Muranów leży w zasięgu dwóch obecnych dzielnic: Woli oraz Śródmieścia. 
Ponieważ jednak w systemie MSI obszar nie może leżeć w dwóch dzielnicach jednocześnie, Muranów dla potrzeb systemu został podzielony na dwie części. Jego zachodnia część (położona na Woli) nazwana została Nowolipki. Zaś nazwa „Muranów” oznacza w MSI tylko nazwę wschodniej części osiedla. 

### Zabytki
Większość zabudowy została zniszczona w czasie powstania w getcie. Przetrwały nieliczne budynki, w tym:
- Pałac Mostowskich przy ul. Andersa - dziś siedziba Komendy Stołecznej Policji
- Kościół ewangelicko-reformowany przy al. „Solidarności” z 1866 roku oraz budynki Warszawskiej Opery Kameralnej
- Kościół Przemienienia Pańskiego przy ul. Miodowej
- Pałac Paca-Radziwiłłów przy ul. Miodowej
- Arsenał przy ul. Długiej
- Pałac Krasińskich
- Pałac Pod Czterema Wiatrami przy ul. Długiej
- Pałac „Na Podkańskiem” przy ul. Długiej
- Zabytkowy fragment ul. Nalewki (dziś ul. Bohaterów Getta) wraz z torami tramwajowymi z początku XX wieku
- Muzeum Więzienia Pawiak z zachowanymi reliktami więzienia z lat 1939–1945 przy ul. Dzielnej
- Kościół parafialny Narodzenia NMP na Lesznie przy al. Solidarności 80 (dawny kościół Karmelitów Trzewiczkowych)
- Gmach Zespołu Szkół Ekonomicznych przy ul. Stawki 6/8
- Gmach przy ul. Stawki 5/7

### Obiekty
Obiekty zniszczone i nie zachowane współcześnie.
- Więzienie kobiece „Serbia”
- budynek dawnych zabudowań Koszar Artylerii Koronnej, byłego przedwojennego więzienia wojskowego do 1939 roku i późniejszej siedziby w czasie wojny Judenratu na terenie naprzeciwko pomnika Bohaterów Getta w Warszawie.

## Współczesność

### Architektura
Architektura osiedla jest typowa dla wczesnego okresu powojennego, wiele budynków powstało w stylu socrealizmu. Obiektem charakterystycznym jest tzw. osiedle Muranów II, czyli potężny blok mieszkalny kształtem przypominającym złączone: prostokąt, koło i trapez. Leży on w kwadracie ulic: gen. Władysława Andersa, Mordechaja Anielewicza, Ludwika Zamenhofa i Nowolipki. Wewnątrz znajdują się trzy podwórka, nazywane potocznie:
- Milicyjniak, od sąsiedztwa z pałacem Mostowskich, siedzibą Komendy Stołecznej Policji.
- Okrąglak, od kształtu z otwarciem na tzw. alejki i na skwer z Pomnikiem żołnierza I armii WP z roku 1963 według projektu Xawerego Dunikowskiego
- Trzecie podwórko

### Zakłady pracy
Największym pracodawcą jest centrum handlowe Westfield Arkadia. Do 2003 na północnym skraju Muranowa znajdował się Zakład Eksploatacji Autobusów R-5 „Inflancka”.

### Ważniejsze obiekty

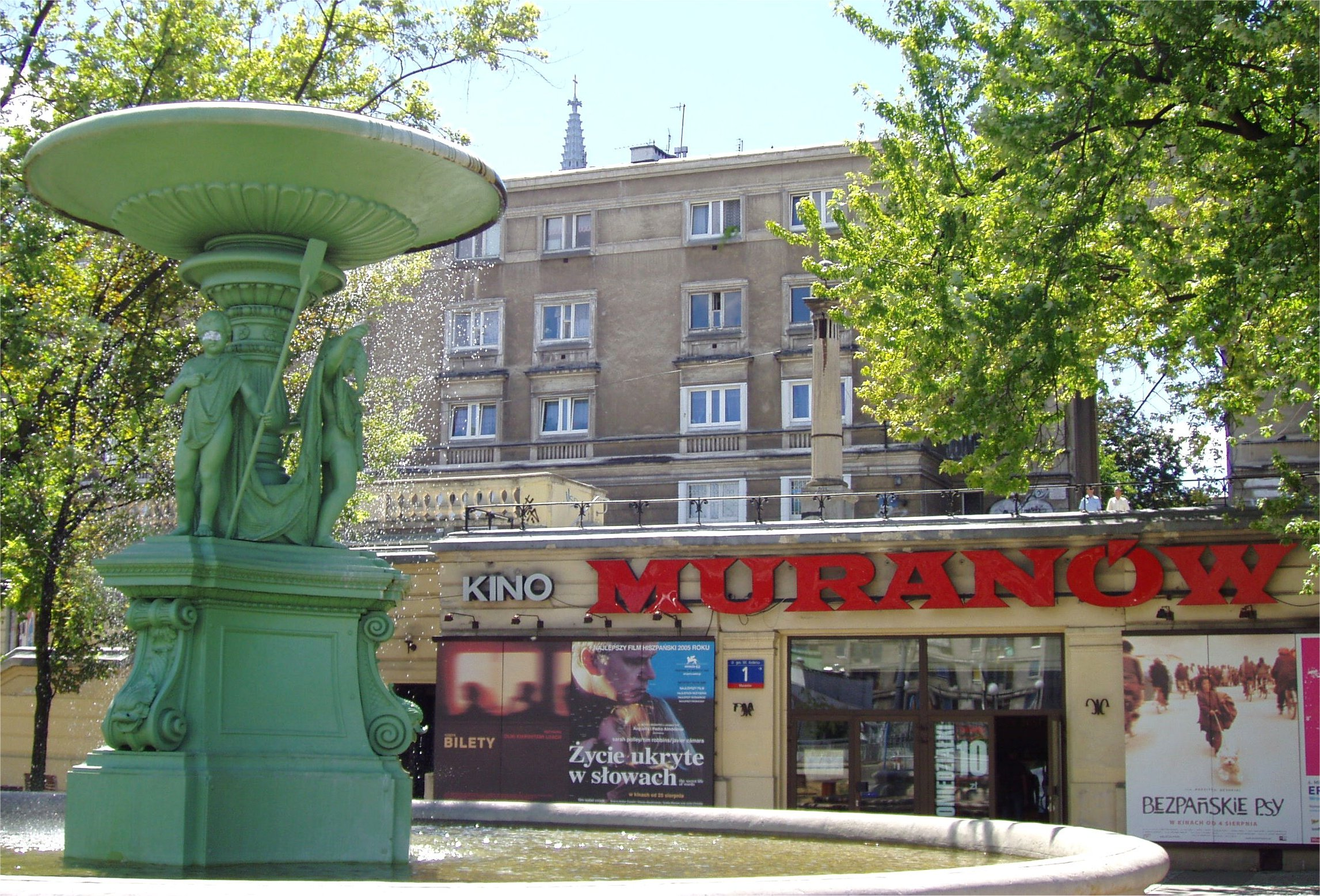
Fontanna na skwerze Baonu AK Wigry i kino „Muranów” przy ul. Andersa 1 od wschodniej strony Muranowa

- Ambasada Chińskiej Republiki Ludowej
- Basen na Inflanckiej
- Biurowiec Babka Tower
- Biurowiec Intraco I
- Dworzec kolejowy Warszawa Gdańska ze stacją metra Dworzec Gdański
- Fontanna na skwerze Baonu AK Wigry
- Kino „Muranów”
- Kopiec Anielewicza
- Muzeum Historii Żydów Polskich
- Osiedle Stawki
- Pałac Działyńskich w Warszawie
- Pomnik Bohaterów Getta
- Pomnik Umschlagplatz
- Pomnik Poległym i Pomordowanym na Wschodzie
- Pomnik Żegoty
- Skwer Batalionu Harcerskiego AK Wigry
- Skwer Więźniów Politycznych Stalinizmu
- Skwer Willy’ego Brandta z pomnikiem Willy’ego Brandta
- Trakt Pamięci Męczeństwa i Walki Żydów

### Szkoły
- V Liceum Ogólnokształcące im. ks. Józefa Poniatowskiego, ul. Nowolipie 8
- VI Liceum Profilowane, ul. Stawki 4
- LXXXI Liceum Ogólnokształcące im. Aleksandra Fredry, ul. Miła 7
- Warszawska Wyższa Szkoła Informatyki, ul. Lewartowskiego 17
- Wydział Psychologii Uniwersytetu Warszawskiego, ul. Stawki 5/7